# هيو ماكدونالد (كاتب)
هيو ماكدونالد هو كاتب للأطفال وكاتب وشاعر كندي، ولد في 1945.